# Proevtsé

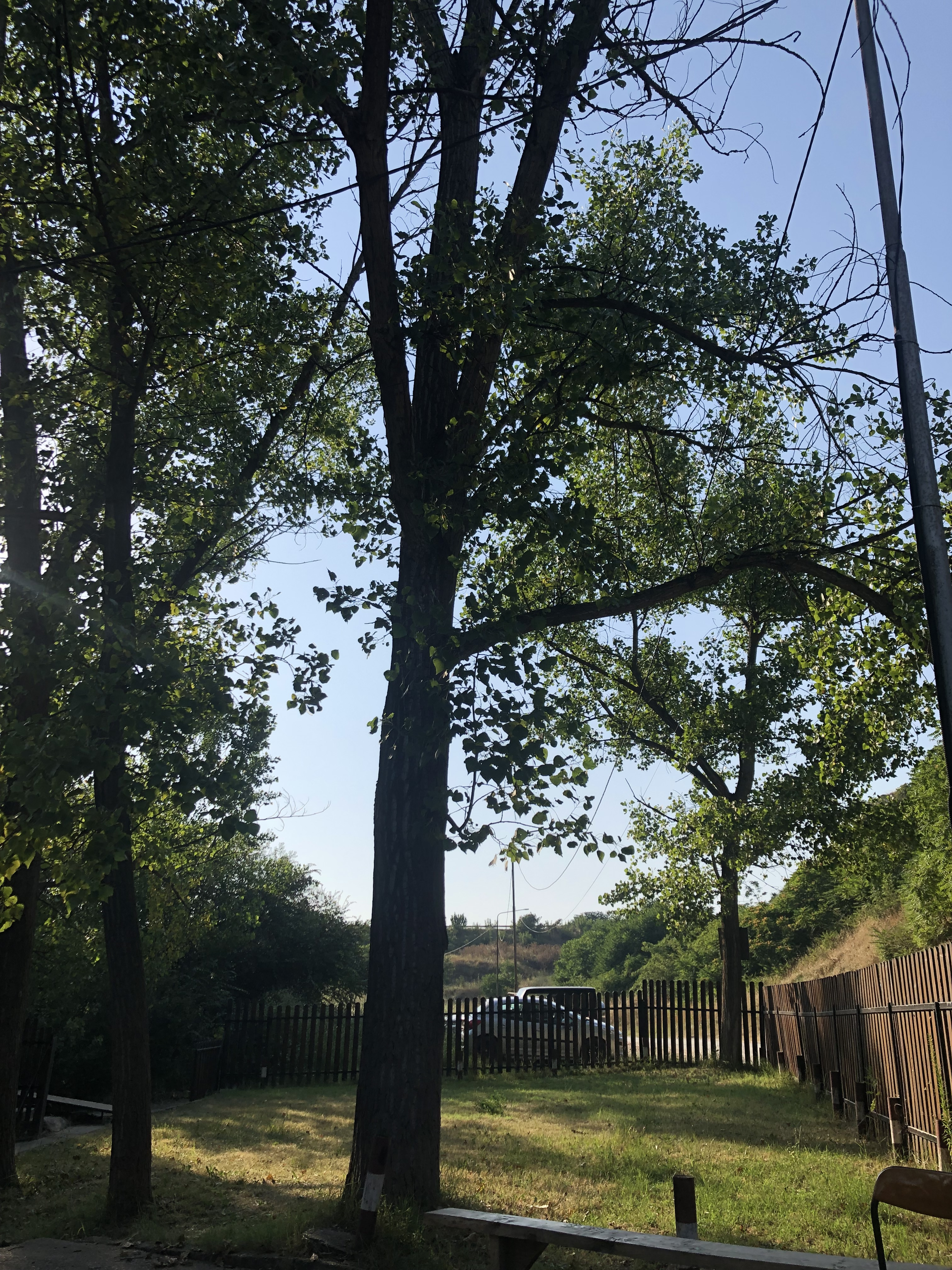

Proevtsé ou Proevce (en macédonien Проевце) est un village du nord de la Macédoine du Nord, situé dans la municipalité de Koumanovo. Le village comptait 2311 habitants en 2002.

## Démographie
Lors du recensement de 2002, le village comptait :
- Macédoniens : 2 218
- Serbes : 73
- Roms : 18
- Autres : 2